# Roberto de la Rosa
Roberto Carlos de la Rosa González  (Texcoco, 4 januari 2000) is een Mexicaanse voetballer die doorgaans als aanvaller speelt. Hij stroomde in 2017 door vanuit de jeugd van CF Pachuca. De la Rosa debuteerde in 2023 in het Mexicaans voetbalelftal.

## Carrière
De la Rosa werd in 2013 opgenomen in de jeugdopleiding van CF Pachuca. Hiervoor debuteerde hij op 13 augustus 2017 in het eerste elftal. Hij viel die dag in de 78e minuut in voor Ángelo Sagal tijdens een met 2–1 gewonnen wedstrijd in de Primera División, thuis tegen Tigres UANL. Dat was het begin van een reeks invalbeurten in het eerste elftal, meestal als vervanger van Sagal. De la Rosa beëindigde zijn eerste kalenderjaar als profvoetballer op het WK voor clubs 2017. Hij viel in de wedstrijd om de derde plaats tegen Al-Jazira (1–4 winst) in de 78e minuut in voor Franco Jara. Een minuut later maakte hij de 1–3. De la Rosa kreeg op 17 januari 2018 voor het eerst een basisplaats bij Pachuca, tijdens een groepswedstrijd in de Copa MX.

## Clubstatistieken
| Seizoen     | Club        | Competitie       | Competitie | Competitie | Beker | Beker | Internationaal | Internationaal | Totaal | Totaal |
| Seizoen     | Club        | Competitie       | Wed.       | Dlp.       | Wed.  | Dlp.  | Wed.           | Dlp.           | Wed.   | Dlp.   |
| ----------- | ----------- | ---------------- | ---------- | ---------- | ----- | ----- | -------------- | -------------- | ------ | ------ |
| 2017/18     | CF Pachuca  | Primera División | 7          | 0          | 6     | 0     | —              | —              | 13     | 0      |
| 2018/19     | CF Pachuca  | Primera División | 0          | 0          | 3     | 1     | —              | —              | 3      | 1      |
| 2019/20     | CF Pachuca  | Primera División | 13         | 2          | 7     | 1     | —              | —              | 20     | 3      |
| 2020/21     | CF Pachuca  | Primera División | 35         | 8          | 0     | 0     | —              | —              | 35     | 8      |
| 2021/22     | CF Pachuca  | Primera División | 29         | 4          | 0     | 0     | —              | —              | 29     | 4      |
| 2022/23     | CF Pachuca  | Primera División | 31         | 4          | 1     | 0     | 2              | 0              | 34     | 4      |
| 2023/24     | CF Pachuca  | Primera División | 2          | 0          | 0     | 0     | —              | —              | 2      | 0      |
| Club totaal | Club totaal | Club totaal      | 117        | 18         | 17    | 2     | 2              | 0              | 136    | 20     |

Bijgewerkt t/m 13 juli 2023

## Interlandcarrière
De la Rosa won in 2017 met Mexico –17 het CONCACAF Kampioenschap –17. Nadat het in de finale tegen VS –17 na de reguliere speeltijd 1–1 stond, schoot hij in de beslissende strafschoppenserie de winnende penalty binnen. De la Rosa nam later dat jaar ook met Mexico –17 deel aan het WK –17. Hij speelde alle vier de wedstrijden die zijn ploeg meedeed. Hij scoorde zowel in een groepswedstrijd tegen Irak –17 als in de achtste finale tegen Iran –17. Zijn teamgenoten en hij werden in laatstgenoemde wedstrijd met 2–1 uitgeschakeld. De la Rosa nam met Mexico –20 deel aan het WK –20 van 2019. Hij zorgde zelf voor het enige doelpunt dat zijn ploeg dit toernooi maakte, de 1–1 in een met 1–2 verloren groepswedstrijd tegen Italië –20.
De la Rosa debuteerde op 20 april 2023 in het Mexicaans voetbalelftal. Bondscoach Diego Cocca gaf hem toen een basisplaats in een oefeninterland tegen Amerika (1–1). Zijn eerste interlanddoelpunt volgde op 8 juni 2023, in een oefeninterland tegen Guatemala. Hij schoot toen de 2–0 eindstand op het bord.

## Erelijst
| Competitie            | Aantal  | Jaren         |         |         |
| Pachuca               | Pachuca | Pachuca       | Pachuca | Pachuca |
| --------------------- | ------- | ------------- | ------- | ------- |
| Kampioen Liga MX      | 1x      | Apertura 2022 |         |         |
| Mexico                |         |               |         |         |
| CONCACAF-kampioen –17 | 1x      | 2017          |         |         |

2 Barreiro ·
3 Elbis ·
4 Tapias ·
5 Guzmán ·
6 R. López ·
7 Sagal ·
8 S. Pérez ·
9 J. Pérez ·
10 Cardona ·
11 Ulloa ·
12 García ·
13 Blanco ·
14 Aguirre ·
16 Hernández · 
18 Martínez ·
19 Figueroa · 
21 O. Pérez ·
22 Romero ·
23 Murillo ·
24 P. López ·
25 Peña ·
26 Herrera ·
28 E. Sánchez ·
29 Jara ·
32 A. Sánchez ·
33 Castrejón ·
34 Palacios ·
Coach: Ayestarán